# (6620) Peregrina
Pour les articles homonymes, voir Peregrina.
(6620) Peregrina est un astéroïde de la ceinture principale.

## Description
(6620) Peregrina est un astéroïde de la ceinture principale. Il fut découvert le 25 octobre 1973 à l'observatoire Zimmerwald par Paul Wild. Il présente une orbite caractérisée par un demi-grand axe de 2,68 UA, une excentricité de 0,28 et une inclinaison de 7,6° par rapport à l'écliptique.